# Marius Guiral
Pour les articles homonymes, voir Guiral.

a Compétitions nationales et continentales officielles uniquement.

b Matchs officiels uniquement.
Marius Guiral, né le 16 décembre 1904 à Condom dans le Gers et décédé le 3 mai 1977 à Mourenx dans les Pyrénées-Atlantiques, , est un joueur international français de rugby à XV et de rugby à XIII dans les années 1920 à 1940.
Doué pour le sport, il découvre le rugby à XV au sein du club du S.U. Agen dont il devient l’arrière vedette pendant plus de dix ans. Il permet au club agenais de remporter grâce à un drop le titre du Championnat de France en 1930 contre l'U.S. Quillan 4-0. Il devient ensuite le titulaire au poste d'arrière de l'équipe de France qui vient d'être exclue du Tournoi des Cinq Nations contraignant M. Guiral à ne compter seulement trois sélections entre 1931 et 1933, aux côtés de Robert Samatan.
L'arrivée du code de rugby à XIII en France en 1934, portée par Jean Galia, le séduit et signe pour le S.A. Villeneuve. Arrière titulaire du club villeneuvois, il remporte le Championnat de France en 1935 et la Coupe de France en 1937 avec J. Galia, Max Rousié, Maurice Brunetaud et Henri Durand. Parallèlement, il participe à trois reprises à la Coupe d'Europe des nations – en 1935, 1936 et 1937 – avec l'équipe de France.
En 1939, la réquisition pour la Seconde Guerre mondiale suspend le Championnat puis le régime de Vichy prend la décision d'interdire le rugby à XIII en France en 1940. M. Guiral revient au XV au S.U. Agen remportant la Coupe de France en 1943 à l’âge de 38 ans avec Guy Basquet et M. Brunetaud. Il retourne au XIII à la Libération et la fin de l'interdiction de celui-ci, d'abord à l'U.S. Villeneuve puis au Tonneins XIII.

## Biographie

### Enfance, jeunesse et premiers succès sportifs à Agen
Philippe Marius Guiral naît le 16 décembre 1904 à Condom (Gers) dans la maison familiale. Son père, François Bernard Guiral (né le 15 décembre 1872 à Bouillac), est pointeur à la gare, et sa mère, Joséphine Célestine Cuxac (née le 1er novembre 1872 à Aigues-Vuives), ménagère. Il a un frère : Joseph (1902-?). Il se marie le 18 août 1927 à Jeanne Saignac (1908-1981), en la mairie d'Agen avec qui il a un enfant, Michel Guiral (1928-2002).
Il fut aussi un excellent gymnaste. Pour 1,71 m, il pesait 72 kg.

## Palmarès

### Rugby à XV
- Collectif : 
  - Vainqueur du Championnat de France : 1930 (Agen).
  - Vainqueur du Challenge Yves du Manoir : 1932 (Agen).
  - Vainqueur de la Coupe de France : 1943 (Agen).
  - Finaliste du Championnat de France : 1943 (Agen).

#### Détails en sélection
| Matchs internationaux de Marius Guiral | Matchs internationaux de Marius Guiral | Matchs internationaux de Marius Guiral | Matchs internationaux de Marius Guiral | Matchs internationaux de Marius Guiral | Matchs internationaux de Marius Guiral | Matchs internationaux de Marius Guiral | Matchs internationaux de Marius Guiral | Matchs internationaux de Marius Guiral | Matchs internationaux de Marius Guiral | Matchs internationaux de Marius Guiral | Matchs internationaux de Marius Guiral |
|                                        | Date                                   | Adversaire                             | Résultat                               | Compétition                            | Poste                                  | Points                                 | Essais                                 | Pen.                                   | Drops                                  |                                        |                                        |
| -------------------------------------- | -------------------------------------- | -------------------------------------- | -------------------------------------- | -------------------------------------- | -------------------------------------- | -------------------------------------- | -------------------------------------- | -------------------------------------- | -------------------------------------- | -------------------------------------- | -------------------------------------- |
| sous les couleurs de la France         |                                        |                                        |                                        |                                        |                                        |                                        |                                        |                                        |                                        |                                        |                                        |
| 1.                                     | 19 avril 1931                          | Allemagne                              | 34-0                                   | Test-match                             | Arrière                                | -                                      | -                                      | -                                      | -                                      |                                        |                                        |
| 2.                                     | 17 avril 1932                          | Allemagne                              | 20-4                                   | Test-match                             | Arrière                                | -                                      | -                                      | -                                      | -                                      |                                        |                                        |
| 3.                                     | 26 mars 1933                           | Allemagne                              | 38-17                                  | Test-match                             | Arrière                                | -                                      | -                                      | -                                      | -                                      |                                        |                                        |

#### Détails en club
| Saison  | Saison                  | Championnat                       | Championnat             | Coupe                    | Coupe                   | Sélection               | Sélection               | Sélection               | Sélection               | Sélection               | Sélection               | Sélection |
| Saison  | Saison                  | Comp.                             | Class.                  | Comp.                    | Class.                  | Comp.                   | M                       | Pts                     | Ess.                    | Buts                    | Dp.                     |           |
| ------- | ----------------------- | --------------------------------- | ----------------------- | ------------------------ | ----------------------- | ----------------------- | ----------------------- | ----------------------- | ----------------------- | ----------------------- | ----------------------- | --------- |
| 1923-24 | SU Agen                 | Championnat de France             | Poule de cinq           |                          |                         |                         |                         |                         |                         |                         |                         |           |
| 1924-25 | SU Agen                 | Championnat de France             | Poule de cinq           |                          |                         |                         |                         |                         |                         |                         |                         |           |
| 1925-26 | SU Agen                 | Championnat de France de 2e série | 1/2 finale              |                          |                         |                         |                         |                         |                         |                         |                         |           |
| 1926-27 | SU Agen                 | Championnat de France             | Poule de cinq           |                          |                         |                         |                         |                         |                         |                         |                         |           |
| 1927-28 | SU Agen                 | Championnat de France             | Poule de cinq           |                          |                         |                         |                         |                         |                         |                         |                         |           |
| 1928-29 | SU Agen                 | Championnat de France             | 1/2 finale              |                          |                         |                         |                         |                         |                         |                         |                         |           |
| 1929-30 | SU Agen                 | Championnat de France             | Vainqueur               |                          |                         |                         |                         |                         |                         |                         |                         |           |
| 1930-31 | SU Agen                 | Championnat de France             | 1/2 finale              |                          |                         |                         | 1                       | -                       | -                       | -                       | -                       |           |
| 1931-32 | SU Agen                 | Championnat de France             | Poule de cinq           | Challenge Yves du Manoir | Vainqueur               |                         | 1                       | -                       | -                       | -                       | -                       |           |
| 1932-33 | SU Agen                 | Championnat de France             | Poule de neuf           | Challenge Yves du Manoir | Deuxième                |                         | 1                       | -                       | -                       | -                       | -                       |           |
| 1933-34 | SU Agen                 | Championnat de France             | Poule de neuf           | Challenge Yves du Manoir | 5e poule B              |                         |                         |                         |                         |                         |                         |           |
| 1934-39 | Passage au rugby à XIII | Passage au rugby à XIII           | Passage au rugby à XIII | Passage au rugby à XIII  | Passage au rugby à XIII | Passage au rugby à XIII | Passage au rugby à XIII | Passage au rugby à XIII | Passage au rugby à XIII | Passage au rugby à XIII | Passage au rugby à XIII |           |
| 1940-41 | SU Agen                 |                                   |                         |                          |                         |                         |                         |                         |                         |                         |                         |           |
| 1941-42 | SU Agen                 |                                   |                         |                          |                         |                         |                         |                         |                         |                         |                         |           |
| 1942-43 | SU Agen                 | Championnat de France             | Finaliste               | Coupe de France          | Vainqueur               |                         |                         |                         |                         |                         |                         |           |
| 1943-44 | SU Agen                 | Championnat de France             | Poule de six            | Coupe de France          | 1/2 finale              |                         |                         |                         |                         |                         |                         |           |

### Rugby à XIII
- Collectif : 
  - Vainqueur du Championnat de France : 1935 (Villeneuve)
  - Vainqueur de la Coupe de France : 1937 (Villeneuve)
  - Finaliste du Championnat de France :  1938 et 1939 (Villeneuve)
  - Finaliste de la Coupe de France : 1936 et 1938 (Villeneuve)

#### Détails en sélection
| Matchs internationaux de Marius Guiral | Matchs internationaux de Marius Guiral | Matchs internationaux de Marius Guiral | Matchs internationaux de Marius Guiral | Matchs internationaux de Marius Guiral | Matchs internationaux de Marius Guiral | Matchs internationaux de Marius Guiral | Matchs internationaux de Marius Guiral | Matchs internationaux de Marius Guiral | Matchs internationaux de Marius Guiral | Matchs internationaux de Marius Guiral | Matchs internationaux de Marius Guiral |
|                                        | Date                                   | Adversaire                             | Résultat                               | Compétition                            | Poste                                  | Points                                 | Essais                                 | Pen.                                   | Drops                                  |                                        |                                        |
| -------------------------------------- | -------------------------------------- | -------------------------------------- | -------------------------------------- | -------------------------------------- | -------------------------------------- | -------------------------------------- | -------------------------------------- | -------------------------------------- | -------------------------------------- | -------------------------------------- | -------------------------------------- |
| sous les couleurs de la France         |                                        |                                        |                                        |                                        |                                        |                                        |                                        |                                        |                                        |                                        |                                        |
| 1.                                     | 1er janvier 1935                       | Pays de Galles                         | 18-11                                  | Coupe d'Europe                         | Arrière                                | 2                                      | -                                      | 1                                      | -                                      |                                        |                                        |
| 2.                                     | 28 mars 1935                           | Angleterre                             | 15-15                                  | Coupe d'Europe                         | Arrière                                | 2                                      | -                                      | 1                                      | -                                      |                                        |                                        |
| 3.                                     | 16 février 1936                        | Angleterre                             | 7-25                                   | Coupe d'Europe                         | Arrière                                | -                                      | -                                      | -                                      | -                                      |                                        |                                        |
| .                                      | 6 mai 1936                             | Dominions                              | 8-5                                    | Amical                                 | Arrière                                | -                                      | -                                      | -                                      | -                                      |                                        |                                        |
| .                                      | 21 mars 1937                           | Dominions                              | 3-6                                    | Amical                                 | Arrière                                | -                                      | -                                      | -                                      | -                                      |                                        |                                        |
| 4.                                     | 10 avril 1937                          | Angleterre                             | 9-23                                   | Coupe d'Europe                         | Arrière                                | -                                      | -                                      | -                                      | -                                      |                                        |                                        |
| .                                      | 1er novembre 1937                      | Empire Britannique                     | 0-15                                   | Amical                                 | Arrière                                | -                                      | -                                      | -                                      | -                                      |                                        |                                        |
| 5.                                     | 16 janvier 1938                        | Australie                              | 11-16                                  | Test-match                             | Arrière                                | -                                      | -                                      | -                                      | -                                      |                                        |                                        |
| 6.                                     | 20 mars 1938                           | Angleterre                             | 15-17                                  | Coupe d'Europe                         | Arrière                                | 6                                      | -                                      | 3                                      | -                                      |                                        |                                        |
| 7.                                     | 2 avril 1938                           | Pays de Galles                         | 2-18                                   | Coupe d'Europe                         | Arrière                                | -                                      | -                                      | -                                      | -                                      |                                        |                                        |

#### Détails en club
| Saison    | Saison                                              | Championnat                                         | Championnat                                         | Coupe                                               | Coupe                                               | Sélection                                           | Sélection                                           | Sélection                                           | Sélection                                           | Sélection                                           | Sélection                                           | Sélection |
| Saison    | Saison                                              | Comp.                                               | Class.                                              | Comp.                                               | Class.                                              | Comp.                                               | M                                                   | Pts                                                 | Ess.                                                | Buts                                                | Dp.                                                 |           |
| --------- | --------------------------------------------------- | --------------------------------------------------- | --------------------------------------------------- | --------------------------------------------------- | --------------------------------------------------- | --------------------------------------------------- | --------------------------------------------------- | --------------------------------------------------- | --------------------------------------------------- | --------------------------------------------------- | --------------------------------------------------- | --------- |
| 1934-1935 | SA Villeneuve                                       | Championnat de France                               | Champion                                            | Coupe de France                                     | 1/2 finale                                          | CE                                                  | 2                                                   | 4                                                   | -                                                   | 2                                                   | -                                                   |           |
| 1935-1936 | SA Villeneuve                                       | Championnat de France                               | 1/4 finale                                          | Coupe de France                                     | Finaliste                                           | CE                                                  | 1                                                   | -                                                   | -                                                   | -                                                   | -                                                   |           |
| 1936-1937 | SA Villeneuve                                       | Championnat de France                               | 7e                                                  | Coupe de France                                     | Vainqueur                                           | CE                                                  | 1                                                   | -                                                   | -                                                   | -                                                   | -                                                   |           |
| 1937-1938 | SA Villeneuve                                       | Championnat de France                               | Finaliste                                           | Coupe de France                                     | Finaliste                                           | CE                                                  | 3                                                   | 6                                                   | -                                                   | 3                                                   | -                                                   |           |
| 1938-1939 | SA Villeneuve                                       | Championnat de France                               | Finaliste                                           | Coupe de France                                     | 1/4 finale                                          |                                                     |                                                     |                                                     |                                                     |                                                     |                                                     |           |
| 1940-1944 | Interdiction du rugby à XIII, passage au rugby à XV | Interdiction du rugby à XIII, passage au rugby à XV | Interdiction du rugby à XIII, passage au rugby à XV | Interdiction du rugby à XIII, passage au rugby à XV | Interdiction du rugby à XIII, passage au rugby à XV | Interdiction du rugby à XIII, passage au rugby à XV | Interdiction du rugby à XIII, passage au rugby à XV | Interdiction du rugby à XIII, passage au rugby à XV | Interdiction du rugby à XIII, passage au rugby à XV | Interdiction du rugby à XIII, passage au rugby à XV | Interdiction du rugby à XIII, passage au rugby à XV |           |
| 1944-45   | US Villeneuve                                       | Championnat de France                               | ?                                                   | Coupe de France                                     | 1/2 finale                                          |                                                     |                                                     |                                                     |                                                     |                                                     |                                                     |           |
| 1945-46   | Tonneins XIII                                       | Championnat de France de 2e division                | ?                                                   | Coupe de France                                     | ?                                                   |                                                     |                                                     |                                                     |                                                     |                                                     |                                                     |           |